# 334 Chicago
334 Chicago è un asteroide della fascia principale del diametro medio di circa 158,55 km. Scoperto nel 1892, presenta un'orbita caratterizzata da un semiasse maggiore pari a 3,8844833 UA e da un'eccentricità di 0,0239606, inclinata di 4,64330° rispetto all'eclittica.
Il suo nome è dedicato alla città di Chicago.
Fa parte del gruppo dinamico di asteroidi Hilda, che si trova in risonanza 2:3 col pianeta Giove.